# Partido di Carlos Casares
Il partido di Carlos Casares è un dipartimento (partido) dell'Argentina facente parte della Provincia di Buenos Aires. Il capoluogo è Carlos Casares.